# 3-D (brano musicale)
3-D è un brano del duo musicale italiano Righeira, seconda traccia del secondo album in studio Bambini Forever, pubblicato il 23 giugno 1986.

## Descrizione
Il brano è stato scritto da Johnson Righeira.

## Formazione
Righeira
- Johnson Righeira – voce
- Michael Righeira – voce

Produzione
- La Bionda – produzione